# Berengar van Toulouse
Berengar van Toulouse ( - 835), bijgenaamd Berengar de Wijze, was graaf van Toulouse, Barcelona, van Girona en van Empúries. 
Berengar was graaf van Toulouse vanaf 814 tot 835. Zijn vader was markies Unruoch II van Ternois en zijn moeder Ingeltrude van Parijs. Hij was een broer van markies Eberhard van Friuli en een oom van de keizer Berengarius I van Friuli. Hij hoorde tot de Unruochingen.
Berengar was adviseur van Pepijn I van Aquitanië vanaf 816. Toen Pepijn in 831 tegen zijn vader Lodewijk de Vrome in opstand kwam, was het Berengar die probeerde hem daar van af te brengen. Hij slaagde daar niet in, want Pepijn en zijn broer Lothar volgden het advies van Bernhard van Septimanië. Berengar bleef trouw aan Lodewijk de Vrome. Hij viel de domeinen van Bernhard binnen en bezette de marken Roussillon  en Vallespir, het graafschap van Razès, en de mark Conflent. 
Op 27 december 831 vluchtte Pepijn weg van het hof van zijn vader. In september 832 streed Pepijn opnieuw tegen zijn vader in Jouac bij Limoges. De troepen van keizer Lodewijk waren superieur en in oktober werden Pepijn en Bernhard gedwongen om zich over te geven. Pepijn raakte zijn koninkrijk Aquitanië kwijt en werd in Trier gevangengezet. Zijn bezittingen werden toegewezen aan zijn halfbroer Karel de Kale. Bernhard werd beschuldigd van verraad en moest al zijn bezittingen in Septimanië en Gotië afstaan aan Berengar. De broer van Bernhard raakte ook het grootste deel van zijn bezit kwijt. Het graafschap Empúries mocht hij echter behouden, maar ook dat viel later toe aan Berengar. 
In 833 bezette graaf Galindo I Aznárez de graafschappen van Pallars en Ribagorza, oorspronkelijk eigendom van Berengar. 
In 833 sloot Karel de Kale een verbond met Pepijn en Lothar. Lodewijk de Vrome besloot geen slag te leveren tegen de overmacht en werd in de abdij van Sint-Medardus te Soissons gevangengezet.  In 834 sloot Pepijn echter weer vrede met zijn vader en versloeg zijn broer Lothar bij Chalon-sur-Saône. Bernhard hielp Pepijn en kreeg daarvoor al zijn vroegere titels weer terug. Berengar raakte hierdoor al zijn eigendommen en titels kwijt met uitzondering van het graafschap Toulouse. 
In 835 werd Berengar door Lodewijk ontboden bij een hofraad in Cremieux, bij Lyon, waarbij besluiten genomen zouden worden over Septimanië en Gotië. Tijdens de reis naar Cremieux overleed Berengar echter onverwacht. De Catalaanse graafschappen kwamen vervolgens in handen van Bernhard. Toulouse werd aan Warin toegewezen.